# 이포고등학교
이포고등학교(梨浦高等學校)는 대한민국 경기도 여주시 흥천면 계신리에 있는 공립 고등학교이다.

## 학교 연혁
- 1974년 12월 27일 : 이포고등학교 일반계 보통과 설립인가
- 1975년 3월 5일 : 이포고등학교 개교
- 1977년 9월 1일 : 초대 이병옥 교장 취임
- 2004년 9월 16일 : 일반계 골프과 인가
- 2022년 3월 1일 : 이포중·고 통합 제22회 정희원 교장 취임(제17대)
- 2023년 1월 3일 : 이포고 제46회 21명 졸업(총 3,760명)
- 2024년 3월 4일 : 제50회 입학식(보통과 43명, 골프과 5명)

## 설치 학과
- 골프과
- 7차일반

## 참고 자료
- 이포고등학교 - 한국교육학술정보원 학교알리미